# Serra d'Ensija
La serra d'Ensija est un massif de montagnes de la chaîne des Pyrénées dans les provinces de Lérida et de Barcelone en Catalogne, en Espagne. Il mesure 7 km de long pour 4 km de large, et culmine au cap de la Gallina Pelada (42° 11′ 22″ N, 1° 44′ 17″ E) à 2 320 mètres. À cause de la nature sédimentaire de ses roches et de sa position avancée par rapport à la zone centrale des Pyrénées, la serra d'Ensija fait partie du contrefort pré-pyrénéen. Géologiquement parlant, le massif se situe dans la zone sud-pyrénéenne.

## Géographie

### Principaux sommets

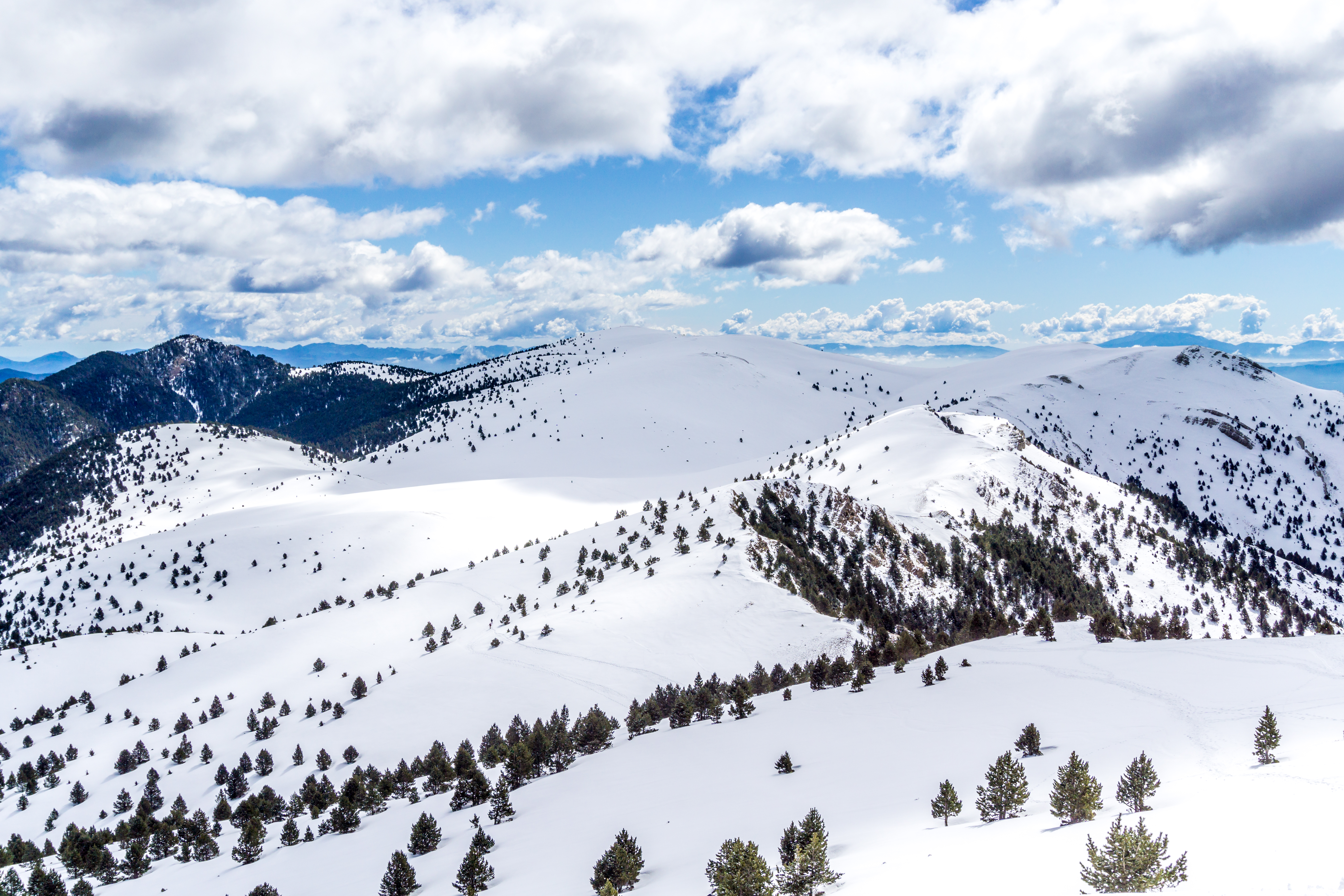
Crête du massif depuis le cap de la Gallina Pelada en hiver.

| Sommet                   | Altitude (mètres) |
| ------------------------ | ----------------- |
| Cap de la Gallina Pelada | 2 320             |
| Creu de Ferro            | 2 286             |
| Serrat Voltor            | 2 281             |
| Cingles de Costafreda    | 1 882             |
| Cingles de Conangle      | 1 647             |

### Géologie
Le relief actuel s'est formé entre −40 et −20 Ma (Éocène et Oligocène), conséquence de la formation des Pyrénées : les strates géologiques de type sédimentaire, déposées principalement depuis le Mésozoïque (à partir de −256 Ma) jusqu'à l'Éocène (vers −35 Ma), sont remontées en altitude entre −40 et −20 Ma par la collision entre la plaque ibérique au sud et la plaque eurasiatique au nord.